# 人民画报 (1946–1948)
《人民画报》，或称《人民》画报，创刊于1946年8月1日，是中華民國大陸時期的一本畫報，由中國共產黨下的晋冀鲁豫军区政治部人民画报社编辑出版。1948年5月，《晋察冀画报》与《人民画报》合并，改出《华北画报》。
《人民画报》从1946年8月1日创刊，至1948年5月结束。期间共出版画报8期，增刊1期，发表照片共计210幅，共发行13000份。《人民画报》除第4期为木刻和漫画外，其余都刊登以战事为住的新闻照片。
《人民画报》创刊号为16开本，连封面封底共24页，刊照片40幅，占13页；木刻、漫画等7页。画报刊有毛泽东和朱德的肖像，以及刘伯承、邓小平、薄一波、杨秀峰等军政要人的题词。